# Cocoa Beach
Cocoa Beach est une ville côtière du comté de Brevard, dans l'État de Floride, aux États-Unis. La ville se situe à proximité de la Banana River. Sa population était en 2010 de 11 231 habitants. Elle est notamment en développement depuis les années 1960 en raison de sa proximité avec Cap Canaveral, et le centre spatial Kennedy.
L'histoire de la série télévisée Jinny de mes rêves se déroule dans cette ville, bien qu'un seul épisode ait été tourné à cet endroit.  
Plusieurs compétitions de surf, ainsi que des courses de bateaux offshore, s'y déroulent.

## Histoire
Les premiers habitants non autochtones dans la région était une famille d'esclaves libérées après la guerre de Sécession.
La ville de Cocoa Beach a été créé le 5 juin 1925. Gus C. Edwards a été élu en tant que maire et a servi comme commissaire dans la commune. Le 27 juillet 1925, le conseil communal de Cocoa Beach a tenu sa première réunion officielle au Beach Casino de cacao, et a adopté le sceau de la ville. Un peu moins d'un mois plus tard, les plans d'un quai de gare est devenu officiel.
En 1935, une route d'état la A1A a été construite dans la commune. 
En 1939, la ville comptait 49 habitants. En 1940, la ville a demandé que la route nationale 140 (maintenant A1A) passe d'Orlando Avenue à l'avenue de l'Atlantique. 
En 1942, la ville a reçu des hommes affectés à la base Naval Air Service.
Le 1er mai 1942, le sous-marin allemand le U-109 a torpillé le navire La Paz au large de Cocoa Beach. L'équipage a réussi à rejoindre la plage avec l'aide de remorqueurs.
Le 3 mai, le même sous-marin a coulé le SS Laertes près au même endroit. Les hommes sur place ont été recrutés pour les efforts de récupération et débarrasser la plage. Peu de temps après, le gouvernement fédéral a pris conscience du risque, que la côte faisant des cibles faciles pour les navires de passage et a ordonné un black-out pour le reste de la guerre.
Au cours de la Seconde Guerre mondiale, Cocoa Beach a connu une pénurie d'argent pour les employés, et de l'argent pour réparer les routes.
En 1944, la ville a combattu avec succès un projet de loi présenté à la législature de la Floride qui aurait dissous le gouvernement de la ville. En 1947, un seul policier a été embauché pour 1/hour $. La même année, la ville a construit des ouvrages de distribution d'eau potable. En 1950, un département de pompiers volontaires a été créé qui a utilisé un véhicule d'occasion. En 1950, une proposition visant à empêcher les gens de circuler sur le plage a été rejetée. En 1951, la ville a cherché à placer un feu rouge dans la ville à l'intersection de ce qui est maintenant entre l'A1A et Minuteman Causeway. En 1953, la ville a décidé de marquer les noms de toutes les rues. En 1953, la ville prévoit d'ouvrir la route A1A au sud, sur l'avenue d'Orlando. En 1954, le Club des femmes a ouvert une bibliothèque dans le bâtiment utilisé par le service d'incendie. En 1955, la limitation de vitesse dans la plupart de la ville a été porté à 35 miles par heure (56 km/h).
Le 29 juin 1957, la commune de Cocoa Beach est devenue une ville. En septembre 1959, la ville a voté pour ajouter plus de trottoirs, d'améliorer les rues dans les quartiers résidentiels ainsi que sur les rues principales, et d'ouvrir de nouvelles routes.
En 1965, le lycée a demandé que l'avenue de cacao, la rue où l'école était située, d'être modifié pour s'appeler boulevard Minuteman, en l'honneur de la mascotte de l'école, le Minuteman.
Cocoa Beach a commencé sa croissance importante au cours des années 1960 (1000 % d'augmentation de la population entre 1950 à 1960) à la suite du programme spatial américain. Le Centre spatial Kennedy de la NASA est situé à environ 15 miles (24 km) au nord de la ville. Beaucoup de personnes se sont déplacées à Cocoa Beach en raison des travaux liés au programme de spatial.
Après les vols spatiaux habités, la ville a organisé des défilés en l'honneur des astronautes.

## Démographie
| Groupe            | Cocoa Beach | Floride | États-Unis |
| ----------------- | ----------- | ------- | ---------- |
| Blancs            | 95,6        | 75,0    | 72,4       |
| Asiatiques        | 1,5         | 2,4     | 4,8        |
| Métis             | 1,2         | 2,5     | 2,9        |
| Afro-Américains   | 0,8         | 16,0    | 12,6       |
| Autres            | 0,5         | 3,6     | 6,2        |
| Amérindiens       | 0,4         | 0,4     | 0,9        |
| Total             | 100         | 100     | 100        |
|                   |             |         |            |
| Latino-Américains | 3,2         | 22,5    | 16,7       |

Selon l’American Community Survey, pour la période 2011-2015, 91,45 % de la population âgée de plus de 5 ans déclare parler l’anglais à la maison, 2,49 % déclare parler l'espagnol, 1,01 % l'allemand, 0,88 % l'arabe, 0,66 % l'italien, 0,50 % le français et 3,01 % une autre langue.
| 1930 | 1940 | 1950 | 1960  | 1970  | 1980   |
| ---- | ---- | ---- | ----- | ----- | ------ |
| 31   | 49   | 246  | 3 475 | 9 952 | 10 926 |

| 1990   | 2000   | 2010   | - | - | - |
| ------ | ------ | ------ | - | - | - |
| 12 123 | 12 482 | 11 231 | - | - | - |

## Personnalités liées à la ville
- Kelly Slater, surfeur  née à Cocoa Beach.
- Nancy Jan Davis, astronaute, née à Cocoa Beach.